# Gortyna borelii
Gortyna borelii is een vlinder uit de familie uilen (Noctuidae). De wetenschappelijke naam is voor het eerst geldig gepubliceerd in 1837 door Pierret.
De soort komt voor in Europa.